# Matthew Marsden
Matthew Marsden (Birmingham, 3 marzo 1973) è un attore e cantante britannico.
In Gran Bretagna è conosciuto per avere impersonato Chris Collins in Coronation Street.
Negli Stati Uniti è invece conosciuto come attore di film. Ha recitato in Paris, nella mini serie Elena di Troia, in Anacondas: The Hunt for the Blood Orchid, in Resident Evil: Extinction e in diversi altri film.

## Filmografia
- Young Americans (The Young Americans), regia di Danny Cannon (1993)
- Les soeurs Soleil, regia di Jeannot Szwarc (1997)
- Shiner, regia di John Irvin (2000)
- Black Hawk Down - Black Hawk abbattuto, regia di Ridley Scott (2001)
- Anaconda: alla ricerca dell'orchidea maledetta (Anacondas: The Hunt for the Blood Orchid), regia di Dwight H. Little (2004)
- Tamara - Toccata dal fuoco (Tamara), regia di Jeremy Haft (2005)
- DOA: Dead or Alive, regia di Corey Yuen (2006)
- Resident Evil: Extinction, regia di Russell Mulcahy (2007)
- John Rambo (Rambo), regia di Sylvester Stallone (2008)
- Transformers - La vendetta del caduto (Transformers), regia di Michael Bay (2009)
- La guerra di Madso (Madso's War), regia di Cristopher Bertolini (2010)
- Eyes to See, regia di David De Vos (2010)
- Atlas Shrugged: Part I, regia di Paul Johansson (2011)
- Bounty Killer, regia di Henry Saine (2013)
- Selling Isobel, regia di Rudolf Buitendach (2016)
- Savage Dog - Il selvaggio (Savage Dog), regia di Jesse V. Johnson (2017)

### Televisione
- Helen of Troy - Il destino di un amore (2003) - miniserie TV
- NCIS - Unità anticrimine (NCIS) - serie TV, episodio 4x16 (2007)
- Ghost Whisperer - Presenze (Ghost Whisperer) - serie TV (2007)
- CSI: Miami - serie TV (2011)
- Due uomini e mezzo (Two and a Half Men) - serie TV (2012)
- Castle - serie TV, episodio 7x16 (2015)

## Doppiatori italiani
Nelle versioni in italiano delle opere in cui ha recitato, è stato doppiato da:
- Massimiliano Manfredi in Helen of Troy - Il destino di un amore, Ghost Whisperer - Presenze
- Fabrizio Manfredi in Black Hawk Down - Black Hawk abbattuto
- Oreste Baldini in Anaconda - Alla ricerca dell'orchidea maledetta
- Marco Vivio in Transformers - La vendetta del caduto
- Giorgio Borghetti in DOA: Dead or Alive
- Andrea Lavagnino in Resident Evil: Extinction
- Vittorio Guerrieri in John Rambo
- Fabrizio Pucci in Bounty Killer
- Danilo De Girolamo in CSI: Miami
- Roberto Certomà in Due uomini e mezzo
- Alberto Angrisano in NCIS - Unità anticrimine
- Mirko Mazzanti in Castle
- Maurizio Merluzzo in S.W.A.T. - Sotto assedio